# Лунка (Граждури)
Лунка (рум. Lunca) насеље је у Румунији у округу Јаши у општини Граждури. Oпштина се налази на надморској висини од 179 m.

## Становништво
Према подацима из 2002. године у насељу је живело 95 становника, од којих су сви румунске националности.